# Catane, Dolj
Catane este satul de reședință al comunei cu același nume din județul Dolj, Oltenia, România.
 Acest articol despre o localitate din județul Dolj este deocamdată un ciot. Puteți ajuta Wikipedia prin completarea lui.